# Кот Віктор Севастянович

## Біографія
Народився 8 листопада 1940 року в селищі Олексієво-Орлівка (нині в межах міста Шахтарськ Донецької області, Україна). У 1958 році закінчив 10 класів школи робітничої молоді у місті Сніжне Донецької області. У 1957—1959 роках працював електрослюсарем на шахті № 33-біс (місто Сніжне).
В армії від серпня 1959 року. У 1960 році закінчив 10-те військове авіаційне училище початкового навчання льотчиків (місто Кременчук Полтавської області), у 1964 році — Чернігівське вище військове авіаційне училище льотчиків . До 1970 року служив льотчиком, старшим льотчиком і заступником командира авіаескадрильї з політчастини у винищувальному авіаполку (в Закавказькому військовому окрузі). У 1968 році закінчив тримісячні курси підготовки заступників командирів з политчасти при Військово-повітряній академії імені Ю. А. Гагаріна (Моніно), в 1973 році — Військово-повітряну академію імені Ю. А. Гагаріна. .
До 1979 року служив командиром авіаескадрильї, заступником командира та командиром винищувального авіаполку в Групі радянських військ у Німеччині . В 1978 році закінчив двомісячні академічні курси при Військово-повітряній академії імені Ю. А. Гагаріна. У 1979—1983 роках командував 27-м гвардійським винищувальним авіаційним полком у Середньоазіатському військовому окрузі .
Учасник бойових дій в Афганістані (червень 1981 — липень 1982). Брав участь у 12 великих операціях з розгрому бандформувань, різноманітних комунікацій та складів. Здійснив 415 бойових вильотів на винищувачі МіГ-21біс . За мужність і героїзм, виявлені і під час міжнародного обов'язку, Указом Президії Верховної Ради СРСР від 20 вересня 1982 року гвардії полковнику Коту Віктору Севастьяновичу присвоєно звання Героя Радянського Союзу з врученням ордена Леніна та медалі «Золота Зірка» .
У 1983—1984 рр. — командир змішаної авіадивізії в Далекосхідному військовому окрузі, в 1984—1985 рр. — заступник командувача ВПС Далекосхідного військового округу з винищувальної авіації.
У грудні 1985 — листопаді 1987 — командувач ВПС — заступник командувача 40-ї армії з авіації. Здійснював керівництво всіма радянськими авіаційними з'єднаннями в Афганістані, брав безпосередню участь у керівництві 7 бойовими операціями. У січні — березні 1987 року розробляв плани та брав безпосередню участь у бойових діях у провінції Кандагар, у квітні 1987 року — у провінціях Логар та Пактія, у червні — липні 1987 року — у провінції Вардак .
У листопаді 1987 — червні 1988 — перший заступник командувача ВПС Прибалтійського військового округу (з лютого 1988 — 15 повітряною армією). У червні 1988 — серпні 1989 — командувач ВПС Центральної групи військ (Чехословаччина), у серпні 1989 — травні 1992 — начальник авіації військ Південно-Західного напрямку.
У травні — липні 1992 року — начальник управління Міжвідомчої комісії Єдиної системи управління повітряним рухом. З липня 1992 року до липня 2000 року — 1-й заступник головнокомандувача Військово-повітряними силами . У березні 1994 року та березні 1995 року виїжджав до Таджикистану для координації дій авіації миротворчих сил, у травні 1995 року брав участь у плануванні дій авіації у Чечні . З липня 2000 року генерал-полковник Ст. З. Кіт — у запасі.
Живе у Москві. У 2000—2012 роках працював радником губернатора Московської області .

## Нагороди та почесні звання
- Герой Радянського Союзу (20 вересня 1982 року);
- орден «За заслуги перед Батьківщиною» 4-го ступеня (28 серпня 1995);
- орден Леніна (20.09.1982);
- орден Червоного Прапора, нагороджений тричі: (21 лютого 1978; 4 лютого 1982; 19 грудня 1991);
- орден «За службу Батьківщині у Збройних Силах СРСР» ІІІ ступеня (22 лютого 1990);
- державні та відомчі медалі;
- іноземні нагороди;
- Заслужений військовий льотчик Російської Федерації (22 лютого 1993);
- Премія Уряду Російської Федерації за значний внесок у розвиток Військово-повітряних сил (17 грудня 2012) — за організацію та керівництво будівництвом та розвитком Військово-повітряних сил на відповідних командних посадах[1] .